# Pinedo (Álava)
Pinedo es un concejo del municipio de Valdegovía, en la provincia de Álava, País Vasco (España).

## Localización
Pinedo se encuentra a 3 kilómetros de la localidad burgalesa de Valpuesta y a 15 kilómetros de Espejo, la localidad más importante del municipio. Asimismo, se sitúa a 34 kilómetros de Miranda de Ebro y a 53 kilómetros de Vitoria.

## Geografía
Se sitúa en un terreno montañoso, amparado en la solana que le ofrece la masa boscosa que corona los altos a su espalda, ocupando lugar cimero sobre la estrecha franja de tierras que conducen a Basabe, y alcanzando una altitud media sobre el nivel del mar de 720 mtos.

## Demografía

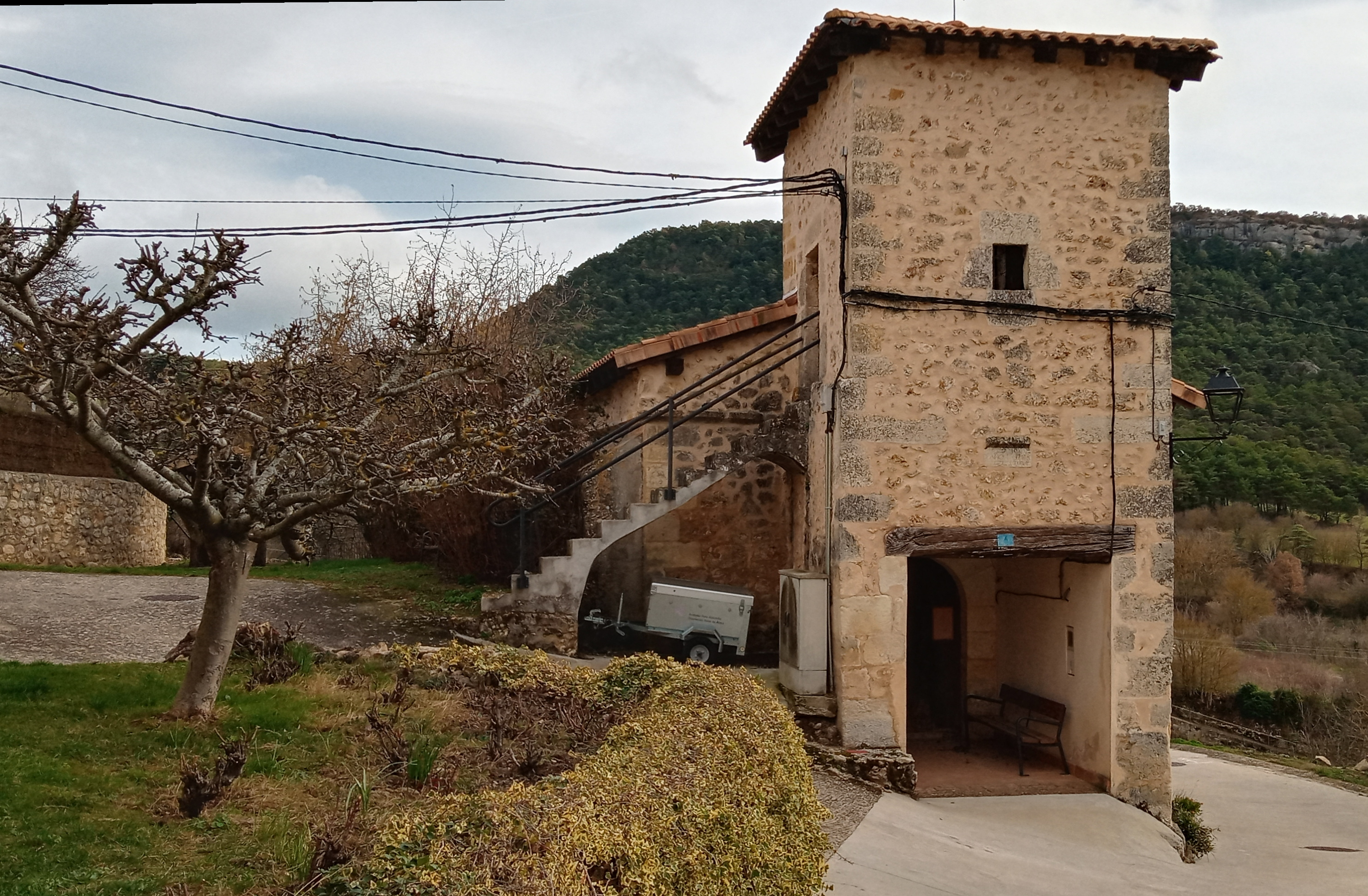
Iglesia Parroquial de San Juan Bautista

| Gráfica de evolución demográfica de Pinedo entre 2000 y 2017 |
|                                                              |
| Población de derecho según los censos de población del INE.  |

## Monumentos
- Iglesia Parroquial de San Juan Bautista. Es de planta rectangular, teniendo a sus pies la torre desde donde se accede al templo mediante arco de medio punto.
- Cuevas artificiales. Las cuevas artificiales se sitúan en enhiesto peñón, circundado de innumerables pinos, dejando entrever los agujeros en el abiertos a modo de dos arruinados ojos con todo el conjunto rematándose con el crudo y vertical farallón de uno de los cerros que lo circundan. En el complejo de cuevas artificiales de Santiago nos encontramos con dependencias utilizadas como habitación, como de oración y como cementerio al encontrarse también, tumbas antropomorfas excavadas en la roca.
- Vestigios de Casa-Torre.
- Puente que atraviesa el Humecillo. Presentando acusada separación entre sus respectivos márgenes a pesar de su incipiente recorrido desde su nacimiento, va estructurado en dos ojos de directrices en arcos ligeramente apuntados, de fuerte luz y construidos en mampostería. El tajamar entre ambos ojos es de sección triangular.
- Tripleta de Usos Públicos. Compuesta por fuente, lavadero y abrevadero. Se trata de un espacio rectangular perimetrado en tres de sus lados por altas tapias de mampostería, con la fuente inserta en uno de sus paños, y el rústico lavadero a ras de suelo, con la piedra de lavar a nivel inferior y al aire libre. La fuente parece que data de 1861.